# (1760) Sandra
(1760) Sandra – planetoida z pasa głównego planetoid okrążająca Słońce w ciągu 5 lat i 217 dni w średniej odległości 3,15 au. Została odkryta 10 kwietnia 1950 roku w Union Observatory w Johannesburgu przez Ernesta Johnsona. Nazwa planetoidy pochodzi od imienia wnuczki odkrywcy. Przed nadaniem nazwy planetoida nosiła oznaczenie tymczasowe (1760) 1950 GB.